# Dan Boyter
Dan Boyter (født 30. december 1965 i Aarhus) er en dansk virksomhedsejer og bestyrelsesmedlem i en række virksomheder og råd. Boyter var i 17 år medlem af topledelsen i Pressalit, som hans farfar havde skabt i midten af 1950'erne, og han sidder nu i virksomhedens bestyrelse.
Efter at være trådt ud af den daglige ledelse i Pressalit har Dan Boyter koncentreret sig om en række bestyrelsesposter i forskellige virksomheder og råd. Han er blandt andet bestyrelsesformand for Den Jydske Opera, bestyrelsesformand for KaosPiloterne, og 1. januar 2018 overtog han posten som formand for Det Centrale Handicapråd efter Anette Laigaard, udpeget af Børne- og Socialministeren. Dan Boyter valgte d. 19 januar 2018 at trække sig i forbindelse med regeringens beslutning om, at rådets sekretariat skal flyttes til Brovst.